# ゼラの戦い
ゼラの戦い（英語: Battle of Zela、イタリア語: Battaglia di Zela）は、紀元前47年にゼラ（現：ジレ）近郊で行われたガイウス・ユリウス・カエサル率いる共和政ローマ軍とファルナケス2世率いるポントス王国との戦いである。

## 概要
グナエウス・ポンペイウス率いるローマ軍に対して頑強に抵抗していた父ミトリダテス6世を自害に追い込む形で、紀元前63年にミトリダテス6世の後継としてポントス王となったファルナケス2世はボスポロス及びキンメリア（共に現在のクリミア地方）の属王として認められた。その後、ファルナケス2世に影響を及ぼしていたポンペイウスがガイウス・ユリウス・カエサルとの内戦に突入すると、ファルナケス2世はその間隙を縫って、父の時代の領土を回復するべく小アジアで挙兵した。
紀元前48年12月、ファルナケス2世は小アジアに駐屯していたカエサル派のグナエウス・ドミティウス・カルウィヌスが指揮を取る第22軍団が主体のローマ軍を破って、コルキス、アルメニア並びにカッパドキアへと勢力を拡大した。それに対して、ナイルの戦いで勝利を収めて以降、アレキサンドリアに滞在していたカエサルはシリア属州に入って甥のセクストゥス・ユリウス・カエサルと数日過ごした後、小アジアへと入った。
カエサル率いるローマ軍の兵力について、2つのコホルスから構成された第6軍団、第22軍団、第36軍団などのローマ軍団から構成され、ポントス軍は領内から徴兵した歩兵部隊を主力として、他に騎兵や傭兵部隊から成る約20,000の軍であったとされる。
紀元前47年8月、両軍はゼラで対峙した。ローマ軍は小高い丘の上に陣地を構えたため、ポントス軍は丘を駆け上ってローマ軍へ攻撃を仕掛けたが、ローマ軍はポントス軍の攻撃を凌いだ。やがて、ポントス軍の攻撃が鈍った頃合を見て、ローマ軍は丘を駆け下りてポントス軍を攻撃した。結果としてローマ軍は4時間ほどの戦いでポントス軍を破った。
この際に、カエサルは元老院に対して「Veni, Vidi, Vici （来た、見た、勝った）」という有名な報告をした。
ファルナケス2世はボスポロスへ逃れて再起を図ったが、軍内部の裏切りに遭って殺害された。ポントス王国の領土はローマによって小さな属州へと分割され、一部がナイルの戦いで功績のあったミトリダテス（ミトリダテス6世の庶子）に与えられた。また、ファルナケス2世が設けた要塞等は全てローマ軍によって破却された。
カエサルは後に「このような弱い敵を相手にした勝利を以て、大きな名声を勝ち得たポンペイウスは幸運であった」と回想したとガイウス・スエトニウス・トランクィッルスは伝えている。